# Live at the Witch Trials
Live at the Witch Trials ist das Debütalbum der englischen Rockband The Fall. Es wurde am 16. März 1979 auf dem Indie-Label Step-Forward veröffentlicht. Anders als der Titel vermuten lässt, ist es kein Live-Album.

## Aufnahme und Produktion
Das Album wurde im Laufe eines Tages aufgenommen und am nächsten Tag von Produzent Bob Sargeant abgemixt. Das Studio wurde für eine Woche für die Band gebucht, aber Sänger Mark E. Smith wurde krank und die ersten drei Tage konnte nicht aufgenommen werden. Manche der Musikstücke stammten noch von einer anderen Besetzung der Gruppe mit Tony Friel und Una Baines, was sich in den „Writing Credits“ widerspiegelt.

## Titelliste
1. Frightened (Mark E. Smith, Tony Friel)
2. Crap Rap 2 / Like to Blow (Martin Bramah, Smith)
3. Rebellious Jukebox (Smith, Bramah)
4. No Xmas for John Quays (Smith)
5. Mother-Sister! (Smith, Una Baines)
6. Industrial Estate (Friel, Bramah, Smith)
7. Underground Medecin (Bramah, Smith)
8. Two Steps Back (Bramah, Smith)
9. Live at the Witch Trials (Smith)
10. Futures and Pasts (Bramah, Smith)
11. Music Scene (Bramah, Yvonne Pawlett, Smith, Marc Riley)

## Veröffentlichung
Live at the Witch Trials wurde am 16. März 1979 auf Step-Forward, dem Indie-Label von Miles Copeland III, in Großbritannien veröffentlicht. Die US-Version wurde hingegen von Copelands Plattenfirma I.R.S. Records vertrieben. Diese hatte ein abweichendes Artwork und enthielt statt Mother-Sister! und Industrial Estate das Stück Various Times, welches die B-Seite der zweiten Single der Band, It’s the New Thing, war. Alle nachfolgenden Ausgaben des Albums hatten die originale UK-Titelliste. 1989 veröffentlichte I.R.S. das Album erstmals auf CD. Neuere Pressungen wurden von unterschiedlichen Labels, darunter Cherry Red Records, auf den Markt gebracht. 2004 erschien eine „Deluxe Edition“ als Doppel-CD. Cherry Red veröffentlichte 2019 ein Boxset mit 3 CDs.
Es wurden keine Singles von dem Album ausgekoppelt. Zum Zeitpunkt der Veröffentlichung hatte Schlagzeuger Karl Burns die Band verlassen und auch Gitarrist Martin Bramah stieg wenig später aus, womit Mark E. Smith das einzige verbliebene Gründungsmitglied war.

## Rezeption
Das Album wurde  zum Zeitpunkt der Veröffentlichung generell positiv von Kritikern aufgenommen, so gab ihm etwa der Record Mirror fünf von fünf Sternen. Melody Maker bewertete das Album allerdings negativ.
Retrospektiv erhielt Live at the Witch Trials gute Kritiken, darunter von AllMusic und Pitchfork.
Das Album wurde in die 1001 Albums You Must Hear Before You Die aufgenommen.